# Oriflame
Oriflame Cosmetics (Oriflame Vietnam LTD) là một tập đoàn mỹ phẩm chuyên kinh doanh các dòng sản phẩm như: trang điểm, nước hoa, dưỡng da, chăm sóc cá nhân, phụ kiện và thực phẩm bổ sung dinh dưỡng, do hai anh em Jonas af Jochnick và Robert af Jochnick thành lập vào năm 1967 tại Thụy Điển.
Tính đến năm 2007, theo báo cáo của công ty về lực lượng tham gia vào hệ thống bán hàng độc lập là 2,242,500 người. Công ty sử dụng phương thức kinh doanh bán hàng trực tiếp (Direct Selling) để thay thế các nhà phân phối sản phẩm.
Tên gọi của thương hiệu được đặt tên theo Oriflame, biểu ngữ của hoàng gia Pháp thời Trung cổ.
Oriflame sở hữu các nhà máy sản xuất lớn ở: Nga, Thụy Điển, Balan, Ấn, Anh cung ứng sản sản phẩm cho từng thị trường và có riêng trung tâm nghiên cứu được đặt tại Egelosa (Thụy Điển), chú ý nhất là một trong những công ty đi đầu nghiên cứu thành công về tế bào gốc thực vật trong ngành chăm sóc da.
Hiện nay Oriflame là công ty bán hàng trực tiếp lớn nhất tại châu Âu  và có nhiều hoạt động xã hội được đánh giá cao, đặc biệt là đồng sáng lập quỹ Chillhood cùng với nữ hoàng Silvia Thụy Điển.

## Lịch sử
Oriflame là công ty mỹ phẩm đa quốc gia sử dụng hình thức tiếp thị từ đội ngũ tư vấn viên để bán hàng trực tiểp tới khách hàng. Công ty bắt đầu hoạt động vào năm 1967 tại Thụy Điển và hiện nay có mặt tại hơn 60 quốc gia trên toàn thế giới.
Công ty có hơn 3.5 triệu người tham gia tiếp thị trên toàn cầu với doanh thu hằng năm là trên 1,5 tỉ euro. Oriflame tham gia niêm yết trên sàn giao dịch chức khoán NASDAQ OMX Stockholm kể từ năm 2004.